# 夏のハイドレンジア
「夏のハイドレンジア」（なつのハイドレンジア）は、Sexy Zoneの21作目のシングル。2021年8月4日にユニバーサルミュージックから発売された。「ハイドレンジア」とは、西洋アジサイのこと。

## 概要
前作『LET'S MUSIC』から4か月半ぶりのシングル。活動休止中のマリウス葉は参加していない。
表題曲「夏のハイドレンジア」は、メンバーの中島健人が小芝風花とダブル主演を務めるカンテレ・フジテレビ系火9ドラマ『彼女はキレイだった』の主題歌であり、秦基博がドラマの脚本を読んだうえで書き下ろした。ヒロインである“君”を、都会の雨の中を季節を越えて懸命に咲くハイドレンジア（アジサイ）に見立て、それを見つめる“僕”が、「そのままのあなたでいいんだよ」と優しくメッセージを送る楽曲となっている。MVは廃校になった学校の屋上や体育館、プールなどで撮影された。また、8月1日にはイラストレーターで絵師の檀上大空が手掛けたリリックビデオも公開された。第109回ザテレビジョンドラマアカデミー賞ではドラマソング賞を受賞した。
初回限定盤Bのカップリングに収録される「桃色の絶対領域」は神はサイコロを振らないの柳田周作からの提供曲で、2021年3月21日放送の『シブヤノオト』（NHK総合）で同バンドと共演した際に「今のSexy Zoneをイメージして曲を作るならどんなタイトルにする?」という質問にて柳田が回答したものが、そのまま実現する形となった。
販売形態はDVD付きの初回限定盤A・B、CDのみの通常盤、全3種類となっている。初回限定盤Bの特典DVDに収録される特別企画「Sexy Zone 最高の休日！セクシーキャンプ編」の撮影時に各メンバーが撮影・ディレクションしたそれぞれのオリジナリティー動画が、リリースに向けて7月28日午後5時から毎日連続で公開された。
本作の発売を記念し、Sexy Zone結成記念日である2021年9月29日にオンラインファンミーティング『Sexy Zone SZ10TH ONLINE FAN MEETING -Vol.2- 〜結成10周年SP〜』がJohnny's net オンラインで生配信された。

## 特典
封入特典（3形態共通）
- パズル型フォトカード
- シリアルコード入りプレイリストカード
  - 3形態同時予約購入特典はA4サイズオリジナルクリアファイル2枚セットとグループ結成記念日の9月29日に開催予定｢Sexy Zone SZ10TH ONLINE FAN MEETING -Vol.2- 〜結成10周年SP〜｣ の視聴用シリアルコード付き。

## 収録曲

### CD

#### 通常盤
＊初回プレス仕様 ピクチャーレーベル
1. 夏のハイドレンジア [4:55]
作詞・作曲：秦基博、編曲：トオミヨウ
  - 中島健人・小芝風花W主演 カンテレ・フジテレビ系火9ドラマ『彼女はキレイだった』主題歌
2. Prism [4:20]
作詞：ケリー、作曲：原田峻輔・HIKARI、編曲：CHOKKAKU
3. Heat [3:47]
作詞：JUN、作曲：Adrian McKinnon・Takuya Harada、編曲：Takuya Harada
4. 夏のハイドレンジア -Inst-
5. Prism -Inst-
6. Heat -Inst-

#### 初回限定盤A
1. 夏のハイドレンジア
2. Never lie to me [3:47]
作詞：岡田一成、作曲：Gustav Mared・岡田一成、編曲：Gustav Mared
3. Never lie to me -Inst-

#### 初回限定盤B
1. 夏のハイドレンジア
2. 桃色の絶対領域 [4:13]
作詞・作曲：柳田周作、編曲：石塚知生
3. 桃色の絶対領域 -Inst-

### DVD

#### 初回限定盤A
1. 「夏のハイドレンジア」Music Video
2. Making of 「夏のハイドレンジア」

#### 初回限定盤B
- 特別企画「Sexy Zone 最高の休日! セクシーキャンプ編」

## チャート成績
初週24.9万枚を売り上げ、8月10日発表のオリコン週間シングルランキングで初登場1位を獲得し、デビューからのシングル連続1位獲得作品数も21作連続に更新した。